# カニクイザル
カニクイザル (蟹食猿) (Macaca fascicularis) は、哺乳綱霊長目オナガザル科マカク属に分類される霊長類。

## 分布
インド（ニコバル諸島）、インドネシア、カンボジア、タイ王国、バングラデシュ、ブルネイ、マレーシア、ミャンマー、ベトナム、ラオス。人為的な導入により香港やイリアンジャヤ、パラオ、モーリシャス、サモアなどに定着している。
模式標本の産地（模式産地）は、スマトラ島。アカゲザルと分布の境目では交雑しており、正確な分布の境界は不明。

## 形態
亜種によっても異なるが、大人の個体で体長38-55cm、尾の長さは40-65cmになる。体重はオスで5-9kg、メスで3-6kg。尾は長い。頭頂部の体毛が房状に伸長する個体もいる。種小名fascicularisは「房状の」の意で、頭頂部の体毛に由来すると考えられている。灰褐色や暗褐色・黄褐色などの体毛で被われる。

## 分類
本種の学名としてMacaca irusが用いられることもあったが、裸名とされる。
以下の亜種の分類は、Groves(2005)に従う。分布はIUCN(2020)に従う。
Macaca fascicularis fascicularis (Raffles, 1821)
インドネシア（ジャワ島、スマトラ島、バリ島、ボルネオ島、小スンダ列島）、マレーシア
Macaca fascicularis atriceps Kloss, 1919
Khram Yai島
Macaca fascicularis aureus (E. Geoffroy, 1831)
タイ王国中西部、バングラデシュ南部、ミャンマー、ラオス
Macaca fascicularis condorensis Kloss, 1926
ベトナム南岸のCon Son島
Macaca fascicularis fuscus (Miller, 1903)
Simeulue島
Macaca fascicularis karimondjawae Sody, 1949
Karimunjawa島、Kemujan島？
Macaca fascicularis lasiae (Lyon, 1916)
Lasia島
Macaca fascicularis philippensis (I. Geoffroy, 1843)
フィリピン
Macaca fascicularis tua 	Kellogg, 1944
Maratua島
Macaca fascicularis umbrosus (Miller, 1902)
ニコバル諸島
アカゲザルと交雑し、ミナミブタオザルMacaca nemestrinaとの交雑個体も報告されている。

## 生態
社会性を有する動物で、通常5-60頭の群れを作って生活する。その群れには通常2-5頭のオスが含まれる。群れの大きさは餌の豊富さなどに依存し、群れでのランクは成熟したオスがメスより上位となる。
メスの妊娠期間は167-193日で、子ザルの出生時の体重は約350g。はじめは黒い体毛であるが、数ヶ月の間に生え変わり、最終的に赤茶色の体毛となる。
食性は雑食で、植物の果実や種子を主な餌としているが、それ以外にも植物の葉、花、根、小鳥、トカゲ、カエル、魚などさまざまな動植物を捕食しており、海岸やマングローブ林に生息する個体はカニ類も食べる。それが名前の由来とされているが、カニ類のみを食べるわけではない。
天敵としてトラ、ヒョウ、ウンピョウ、フィリピンワシ、ワニ、アミメニシキヘビがいる。

## 人間との関係
顎関節の形態などヒトに類似する点が多く、また同一条件での飼育が可能であるため、形態的な研究や投薬研究の際の実験動物として用いられることがある。前述したように実験動物として用いられることがあるほか、宇宙飛行のテスト動物として宇宙船に搭乗させられる（宇宙に行ったサルを参照）。
各地で導入、野生化したカニクイザルが農作物に被害を与える事例も発生しており、世界の侵略的外来種ワースト100に選定されている。また、カニクイザルはエボラウイルスやエムポックス、Bウイルス感染症の媒介者として知られる。
インドネシアのバリ島や、タイ王国のロブリ（サーン・プラカーン寺院）などのように一部の地域では信仰の対象とされることもある。東南アジアでは寺院や公園などにすみついたサル類（テンプル・モンキー）がみられ、その多く（特に人里周辺）は本種とされる。インドネシアのバリ島・ジャワ島のパンガンダラン自然保護区、シンガポール、ロブリの例では、生息地の1970年代以降の経済発展に伴い観光客も含めた餌付けなどが盛んになりこれらの地域での個体数が増加したと考えられている。タイのロブリーという町に住むカニクイザルには、人間の髪の毛をデンタルフロス代わりに用いるものがいて、その行為は親から子に伝えられる。
分布は非常に広く、生息数が多いため絶滅のおそれは低いと考えられてきた。一方で後述する理由により生息数は減少していたにもかかわらず、生息数が多いとみなされていたことから関心が向けられなかったり保護対策などが行われておらず将来的にさらに生息数が激減することが示唆されている。食用やスポーツハンティングとしての狩猟、実験動物としての採集、害獣としての駆除などにより生息数は減少している。1977年に、霊長目単位でワシントン条約附属書IIに掲載されている。
M. f. fascicularis、M. f. condorensis、M. f. umbrosus
VULNERABLE (IUCN Red List Ver. 3.1 (2001))

M. f. atriceps、M. f. aureus、M. f. fuscus、M. f. karimondjawae、M. f. lasiae、M. f. tua
DATA DEFICIENT (IUCN Red List Ver. 3.1 (2001))

M. f. philippensis
NEAR THREATENED (IUCN Red List Ver. 3.1 (2001))

日本では2005年4月に、特定外来生物に指定されている（同年6月に施行）。